# Іслямова Ельзара Рустемівна
Ельза́ра Ісля́мова (крим. Elzara İslâmova)  — російська та українська журналістка кримськотатарського походження. Сестра російського та українського бізнесмена й власника телеканалу ATR Ленура Іслямова.
Народилася 17 січня 1979 року. Ельзара Рустемівна Іслямова (кр. Тат. Elzara Islamova) - журналістка, cпівзасновник та
генеральний директор «Qaradeniz production». До 2014 року була генеральним директором каналу ATR, з 2015 року - генеральна директорка кінокомпанії з виробництва кіно та телесеріалів «Qara deñiz Production». (Україна, м. Сімферополь).

## Життєпис
2000 року закінчила Київський Національний Економічний Університет за спеціальністю «Фінанси та кредит».
2000-2003 р.р. – навчання у аспірантурі Таврійського Національного Університету ім. В.І.
Вернадського.
У 2005 р. захистила дисертацію на здобуття наукового ступеня кандидат економічних наук у
Таврійському Національному Університеті ім. В.І. Вернадського.
2007-2009 рр. навчання у Державній освітній установі вищої професійної освіти Академії
народного господарства РФ за спеціальністю «Управління
вартістю компанії», здобула кваліфікацію «Майстер ділового адміністрування (MBA)». У
2012 р. надано вчене звання доцент кафедри менеджменту та маркетингу ТНУ ім. В.І.
Вернадського (Сімферополь). 2012-2014 рр. навчання у докторантурі Таврійського
Національного Університету ім. В.І. Вернадського. З 2005 по 2020 роки. – вела викладацьку
діяльність у Таврійському Національному Університеті ім. В.І. Вернадського.
Трудова діяльність розпочалася з 2000 року у ЗАТ «Механізація будівництва» на посаді
бухгалтера. З 2011 до 2015 р.р. – генеральний директор медіа-холдингу «ATR», куди входили
перший кримськотатарський телеканал «ATR», кримськотатарський дитячий телеканал
«Lale», кримськотатарське радіо «Meydan», радіо «Lider» та Інтернет-портал новин «15
хвилин». 
З квітня 2015 року і до теперішнього часу – генеральний директор продакшн-студії
«QARADENIZ PRODUCTION».

## Обшуки російської влади у 2015 році
У грудні 2015 року російські силовики проводили обшук у Ельзари Іслямової, сестри власника телеканалу ATR Ленура Іслямова..